# 桑迪里奇鎮區 (北卡羅萊納州尤寧縣)
桑迪里奇鎮區（英語：Sandy Ridge Township）是位於美國北卡羅萊納州尤寧縣的一個鎮區。

## 地方資料
桑迪里奇鎮區的面積為169.64平方千米，皆為陸地。根據2020年美國人口普查的數據，當地共有人口67905人，而人口密度為每平方千米400.29人。